# Église Sainte-Monégonde d'Orphin
L'église Sainte-Monégonde est une église située dans la commune d'Orphin, dans le département des Yvelines, en France.

## Historique
Le clocher de l'église fait l’objet d’une inscription au titre des monuments historiques depuis le 29 octobre 1968.

### Vitraux
Les verrières fin 19e et début 20e siècles sont répertoriées à l'inventaire général du patrimoine culturel.
Huit d'entre elles proviennent de la Maison Lorin de Chartres :
- Christ bénissant, sainte Monégonde et saint Sébastien datent de 1883[2] (baies 0 à 2) ;
- Saint Pierre, saint Paul de Tarse (baies 3, 4)[3], saint Émile, saint Charles Borromée (baies 7, 11)[4] et sainte Geneviève de Paris (baie 9)[5] ont été réalisées par Charles Lorin (1866-1940) et sont datées de 1914.

Quatre verrières sud, saint Georges et sainte Jeanne d'Arc, sont signées Acézat et datées de 1913 (baies 6, 8, 10, 12).